# Alan Baró
Alan Baró Calabuig (Darnius, Gerona, España, 22 de junio del 1985) es un jugador de fútbol español que juega en el C. F. Peralada de la Tercera División RFEF.

## Características
Se trata de un pivote defensivo que actualmente actúa como central.

## Carrera deportiva
Nacido en Darnius (Gerona), y comenzó su carrera profesional en el C. F. Peralada de Tercera, pasando después al Figueres en Segunda B. Entre 2007 y 2009 jugó en el Alicante C. F. que militaba en Segunda división. Estuvo dos temporadas con el Alicante, viviendo el ascenso de Segunda B a Segunda y disputando en la categoría de plata 27 partidos, uno de ellos en el Estadio Carlos Belmonte. La temporada siguiente fichó por Osasuna para jugar en su filial, también en Segunda B. Allí disputó un total de 31 partidos y marcó dos goles.
Fue un asiduo en los entrenamientos del primer equipo con José Antonio Camacho, que le hizo debutar en un partido de Liga, la última jornada, aunque apenas disputó un par de minutos.
Su último equipo en España fue la Ponferradina.
Se marchó a jugar a Australia y volvió en 2018 al fútbol español para jugar en la U. E. Olot. Abandonó el club en el 2021 para regresar al C. F. Peralada.